# 张远航
张远航（1957年7月—），男，重庆人，中国环境学家，北京大学环境科学与工程学院教授、博士生导师，中国工程院院士。长期从事大气环境化学的研究和教学工作。

## 生平
1978年毕业于重庆城口县中学，1982年和1985年分别于北京大学技术物理系本科和硕士毕业，1990年取得北京大学环境科学研究中心博士学位。
2015年12月当选为中国工程院环境与轻纺工程学部院士。

## 头衔
- 教育部环境科学与工程教学指导委员会副主任暨环境科学类教学指导分委会主任
- 国家环境保护总局科学技术委员会委员
- 中国环境科学学会副理事长
- 中国资源综合利用协会副会长
- 国际纯粹与应用化学联合会化学与环境学部国家代表
- 联合国环境署大气棕色云研究计划科学工作组成员